# Jagdgeschwader 111
111-та винищувальна ескадра (нім. Jagdgeschwader 111 (JG 111)) — винищувальна ескадра Люфтваффе за часів Другої світової війни. 15 жовтня 1944 року переформована на II-гу авіагрупу JG104 (II./JG104).

## Історія
111-та винищувальна ескадра заснована 19 липня 1944 року на аеродромі поблизу баварського міста Рот за рахунок розгортання авіаційного підрозділу FFS B 13 (нім. Flugzeugführerschule B 13). Оснащувалася винищувачами Messerschmitt Bf 109 та навчально-тренувальними літаками Ar 96. Основним завданням ескадри було захист з повітря південної частини Німеччини. 15 жовтня 1944 року переформована на II-гу авіагрупу JG104 (II./JG104).

## Командування

### Командири
- майор Рольф Гермішен (нім. Rolf Hermichen) (19 липня — 15 жовтня 1944).

## Бойовий склад 111-ї винищувальної ескадри
- Штаб (Stab/JG111)
- 1-ша ескадрилья (1./JG111)
- 2-га ескадрилья (2./JG111)
- 3-тя ескадрилья (3./JG111)
- 4-та ескадрилья (4./JG111)